# Van Heel (geslacht)

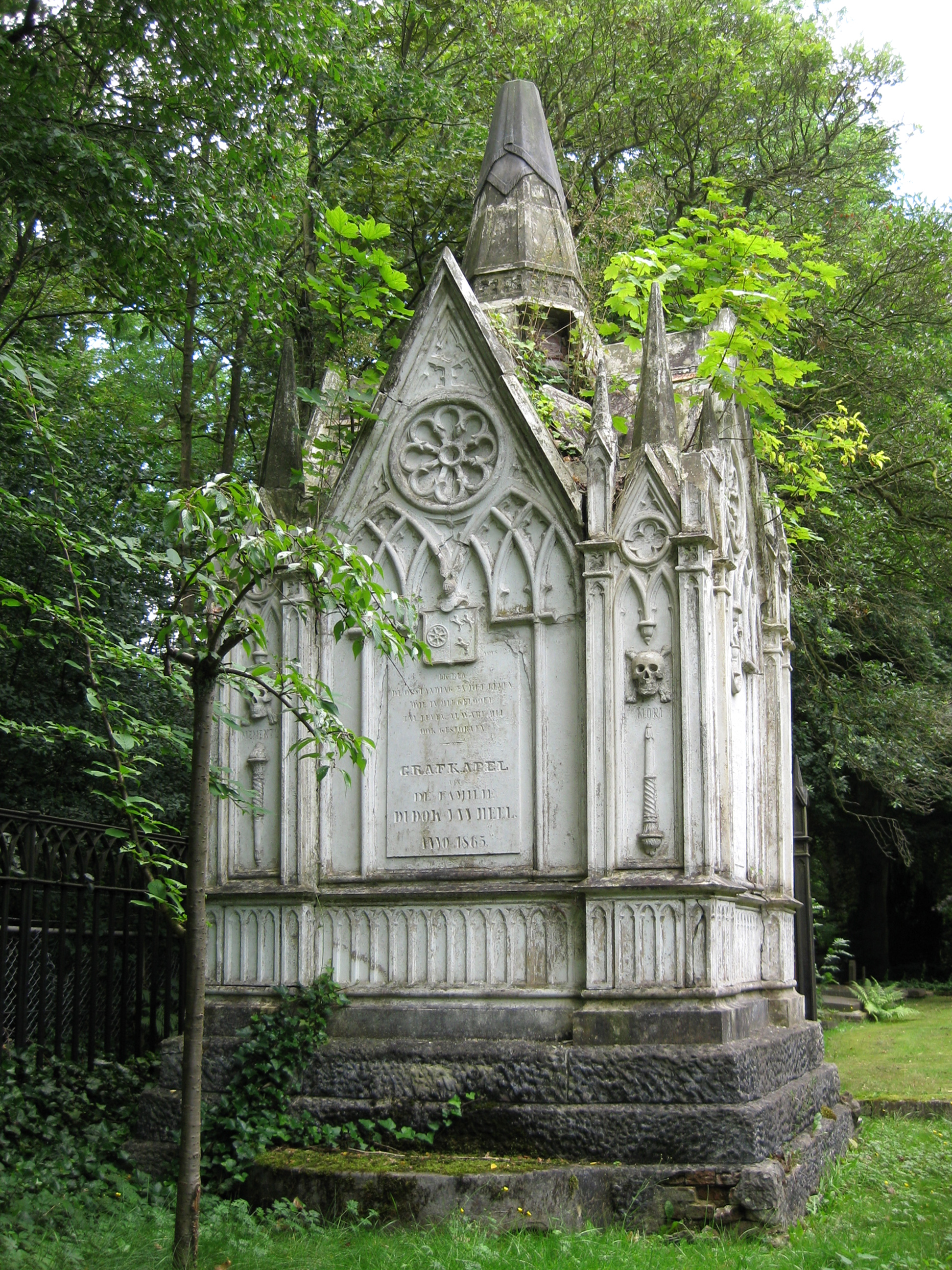
Grafkapel Dudok van Heel op de oude begraafplaats van Naarden.

Van Heel (ook: Dudok van Heel en Gousset van Heel) is een Nederlands geslacht afkomstig uit Gelderland.

## Geschiedenis
De familienaam Van Heel is een toponiem, ontleend aan het Gelderse Hedel. De oudst bekende voorvader, Peter Severijnen, wordt vermeld als schepen van Hedel in 1568 en 1570, zijn zoon Dierck Petersz. was er hopkoper, schepen en burgemeester. Kleinzoon Pieter Diercxz. (1571-1657) trok naar Rotterdam en noemde zich Van Heel.
Mr. Jan van Heel, advocaat Hof van Holland, trouwde in 1745 met Hermina Gousset. Uit hun zoon Martinus Gousset van Heel stamt de tak Gousset van Heel (uitgestorven in 1930). Hun oudste zoon Sebastien van Heel trouwde met Maria Cornelia de Wit. Zij vernoemden hun zoon Abraham Everardus Dudok naar diens grootvader Abraham Everardus de Wit en overgrootmoeder Margaretha Dudok. Hij werd de stamvader van de tak Dudok van Heel.
De familie werd beschreven in Nederland's Patriciaat 9 (1918), 26 (1940) en 66 (1982).

## Enkele telgen
- Mr. Jan van Heel (1736-1780), advocaat Hof van Holland, schepen Hof en Hooge Vierschaard van Schieland; trouwde in 1745 met Hermina Gousset (1745-1795)
  -  Sebastien van Heel (1776-1852), koopman, agent N.V. Ned. Handel-Mij; trouwde in 1801 met Maria Cornelia de Wit (1782-1851), dochter van Abraham Everardus de Wit en Maria Catharina Titsingh, kleindochter van Isaac de Wit en Margaretha Dudok.
    -  Abraham Everardus Dudok van Heel (1802-1873), directeur Koninklijke Fabriek van Stoom- en andere werktuigen Paul van Vlissingen & Dudok van Heel en Van Vlissingen, Van Heel, Cail, Halot & Co., stoomfabriek van toestellen voor de suikerindustrie te Amsterdam, mede-eigenaar suikerfabriek Krian te Sidoardjo (Soerabaja)
      -  Sebastien Abraham Corneille Dudok van Heel (1830-1908) medeoprichter en lid firma Van Heel en Holtzman, grofsmederij en pletterij met stoomhamers De Cycloop, directeur N.V. Beetwortelsuikerfabriek Van Heel (later De Mark genaamd) te Oudenbosch
        -  Abraham Everardus Dudok van Heel (1857-1925), gouvernementshoutvester op Java, directeur N.V. Stoombierbrouwerij en Mouterij De Meiboomte Vlissingen, consul van Duitsland 1909-1914
          -  Sebastien Abraham Corneille Dudok van Heel (1882-1942), administrateur suikerfabrieken Gemoe en Tjipiring te Kendall; trouwde in 1856 met Amunda Frederikke Wilhelmine Egidius (1829-1911) 
            -  Abraham Everardus Dudok van Heel (1915-1993), luitenant-kolonel artillerie
              -  Sebastien Abraham Corneille (Bas) Dudok van Heel (1938-2025), historicus en archivaris bij het Stadsarchief Amsterdam
              -  Thorvald Dudok van Heel (1940), heilpedagoog, beeldhouwer

            -  Fritjof Dudok van Heel (1918-1943), verzetsstrijder

        -  Baldine Adrienne Cornelie Dudok van Heel (1835-1890); trouwde in 1855 met Petrus Hendrik Holtzman (1831-1916), medeoprichter en lid firma Van Heel en Holtzman, grofsmederij en pletterij met stoomhamers De Cycloop te Amsterdam, directeur N.V. Hollandsche Suikerraffinaderu ald. en N.V. Beetwortelsuikerfabriek De Mark te Oudenbosch, lid gemeenteraad van Amsterdam, lid Prov. Staten van Noord-Holland en Tweede Kamer der Staten-Generaal

      -  Joannes Petrus Dudok van Heel (1831-1900), directeur Koninklijke Fabriek van Stoom- en andere werktuigen Paul van Vlissingen & Dudok van Heel te Amsterdam, oprichter en directeur Gooische Beetwortelsuiker-fabriek te Naarden, medeoprichter en directeur P. Dudok van Heel & Zonen, machinale stoomkuiperij te Naarden, medeoprichter en directeur Dudok van Heel & Co., agentschap voor Ned.-Indië van buitenlandsche huizen, handel in machinerieën, ijzerconstructiën enz.; trouwde in 1858 met Aagot Frithjofna Egidius (1833-1886)
        -  Abraham Everardus Dudok van Heel (1859-1924), medeoprichter en lid firma J. P. Dudok van Heel & Zonen, machinale stoomkuiperij te Naarden, medeoprichter en lid firma van Eeghen, van Heel & Co., commissiehandel te Amsterdam, medeoprichter en lid firma L. Wurfbain & Co. commissionairs te Amsterdam; trouwde in 1888 met Catharina Maria Louwerse (1867-1924)
          -  Aagot Frithjofna Dudok van Heel (1889-1972), lerares Engels, directrice van de Liutgardeschool voor meisjes in Bussum
          -  Abraham Everardus Dudok van Heel (1891-1973), directeur L. Wurfbain & Co. N.V., commissionairs in rubber en suiker te Amsterdam, res. kapitein artillerie
            -  Abraham Everardus (Biem) Dudok van Heel (1917-1995), directeur L. Wurfbain & Co, Olympisch zeiler
            -  Michel Dudok van Heel (1924-), secretaris Kon. Ned. Watersport Verbond te Amsterdam, Olympisch zeiler

          -  Harald Frederik Dudok van Heel (1893-1967), directeur L. Wurfbain & Co. N.V., commissionairs in rubber en suiker te Amsterdam, res. kolonel artillerie

        - Georg Frederik Dudok van Heel (1860-1934) medeoprichter en lid firma J. P. Dudok van Heel & Zonen, machinale stoomkuiperij te Naarden, lid firma Wurfbain & Zn., sinds 1931 Dudok van Heel & Co., commissionairs in effecten te Amsterdam; trouwde 1934 met Maria Geertruij Wurfbain (1861-1922)
          -  Joannes Lodewijk Dudok van Heel (1887-1969), directeur Koelrad N.V. Mij. tot verkoop van Merkartikelen te Amsterdam
            -  Joan Frederik Dudok van Heel (1925-2003), golfer en golfbaanarchitect

        -  Aagot Frithjofna Dudok van Heel (1861-1926), schrijfster, directrice van het Magdalenahuis en Kinderhuis in Zetten
        -  Joannes Petrus Dudok van Heel (1863-1939), medeoprichter en directeur Koninklijke Beetwortelzaadcultuur Kuhn & Co. N.V. te Naarden, lid gemeenteraad en wethouder van Naarden
          -  Henry Dudok van Heel (1894-1979)
            -  Maurits Dudok van Heel (1927-2006), chef buitendienst Eerste Algemene Verzekering Mij. te Amsterdam; trouwde met Dorothy Coghill Jansen (1919-1967), tekenares
              -  Walborg Kristiane (Walty) Dudok van Heel (1959-2009), kunstschilderes

        -  Sebastien Abraham Corneille Dudok van Heel (1866-1930), directeur van Heel's Condensed Milk Cy. Ltd. te Naarden; trouwde in 1839 met Jeanne Marie Wilhelmine Louwerse (1868-1935)
          -  Erick Dudok van Heel (1894-1953), directeur van Heel's Condensed Milk Cy. Ltd. te Amsterdam, N.V. van Heel’s Gecondenseerde Melk Mij. te Amsterdam en N.V. Stoomzuivelfabriek Het Kampereiland te Kampen
          -  Onno Dudok van Heel (1897-1948), directeur N.V. van Heel's Gecondenseerde Melk Mij te Amsterdam en N.V. Stoomzuivelfabriek Het Kampereiland te Kampen
            -  Jack Dudok van Heel (1920-), fotograaf, directeur Cinecentrum N.V., kinotechnische producten te Hilversum

      -  Jean Joseph Marie Dudok van Heel (1843-1929), directeur N.V. Beetwortelsuikerfabriek op den Huize Zwanenburg, administrateur suikerfabriek Holland te Halfweg
        -  Hermine Marie Elisabeth Dudok van Heel (1868-1908); trouwde in 1891 met jhr. Gerard Charles Quarles van Ufford (1856-1952), uit het geslacht Quarles
        -  Abraham (Bram) Dudok van Heel (1871-1936),  majoor titulair der infanterie van het Nederlandse leger, gedetacheerd bij het Indische leger, later directeur van de stoomzeepfabriek T.P. Viruly en Co

    -  Corneille Abraham Adrien van Heel (1821-1867), medeondernemer en administrateur suikerfabrieken Tjipiring en Poegoe (Kendal, Semarang)
      -  Abraham Louis Cornelis van Heel (1867-1940), eigenaar Rijstpellerij, Olie- en Boengkilfabriek te Blitar (Kediri), oprichter N.V. Oliefabrieken Insulinde te Blitar en te Kediri
        -  Abraham Cornelis Sebastiaan (Bram) van Heel (1899-1966), hoogleraar theoretische en toegepaste natuurkunde Technische Hogeschool Delft

  -  Mr. Martinus Gousset van Heel (1777-1815), fabrikant van vloerkleden en taputen te Maarssen
    -  Marinus Elisa Gousset van Heel (1799-1891), ontvanger registratie en domeinen te Loenen aan de Vecht

## Galerij

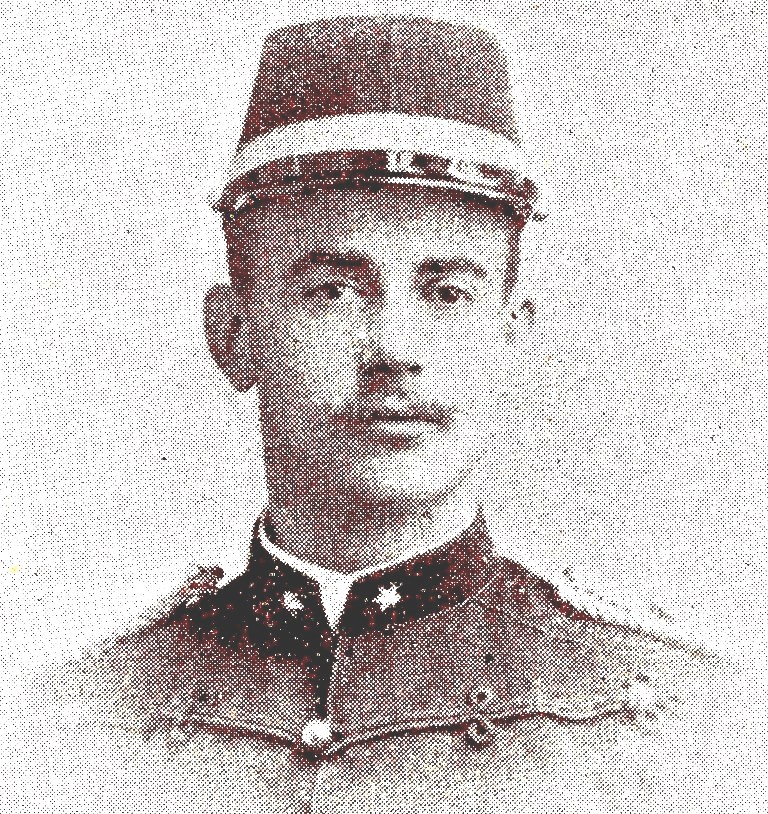
Abraham Dudok van Heel (1871-1936)
Sebastien Abraham Corneille Dudok van Heel (1882-1942)
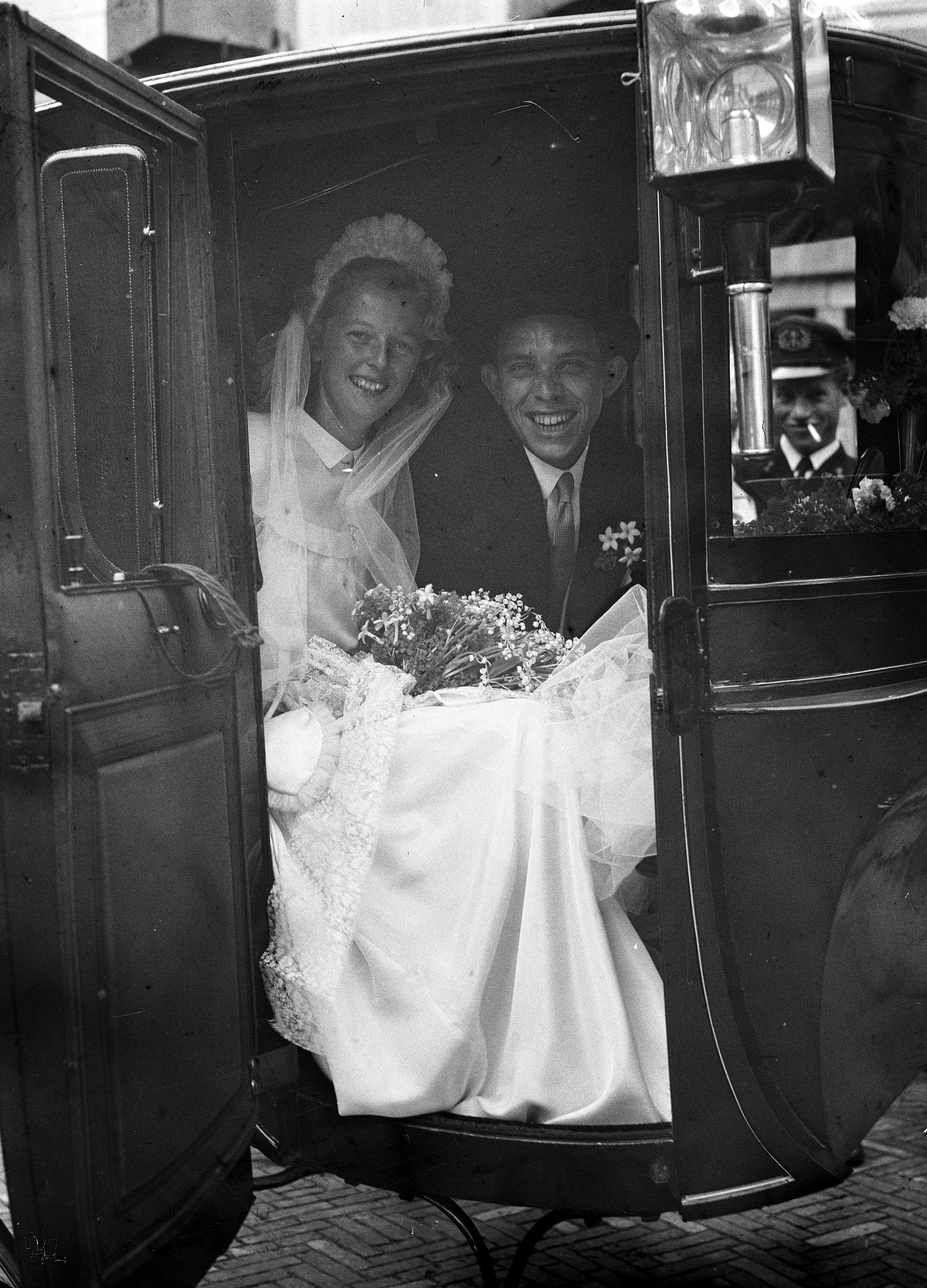
Jack Dudok van Heel (1920) en zijn bruid in 1947
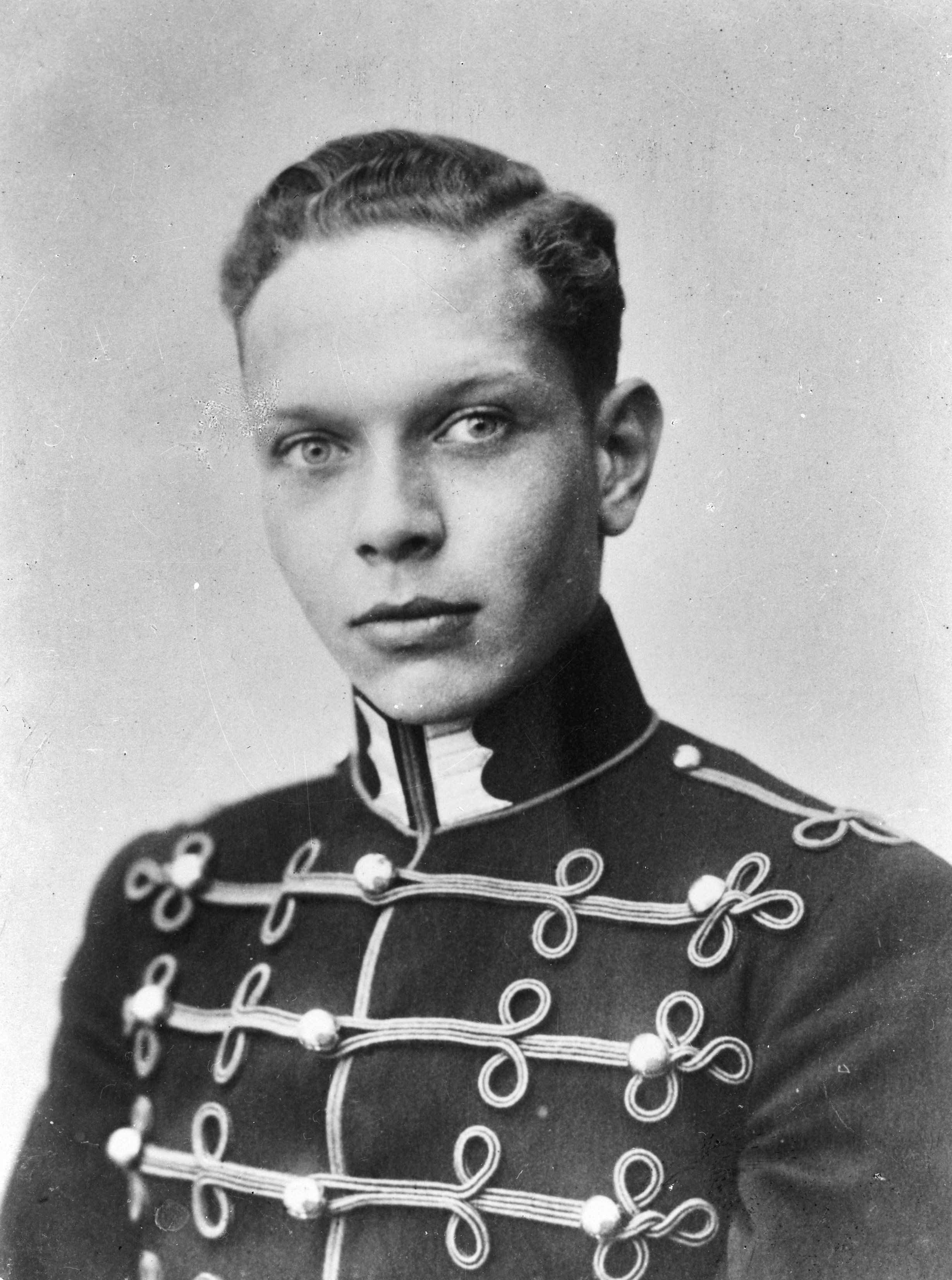
Fritjof Dudok van Heel (1918-1943)
prof. dr. Bram van Heel (1899-1966) in 1948
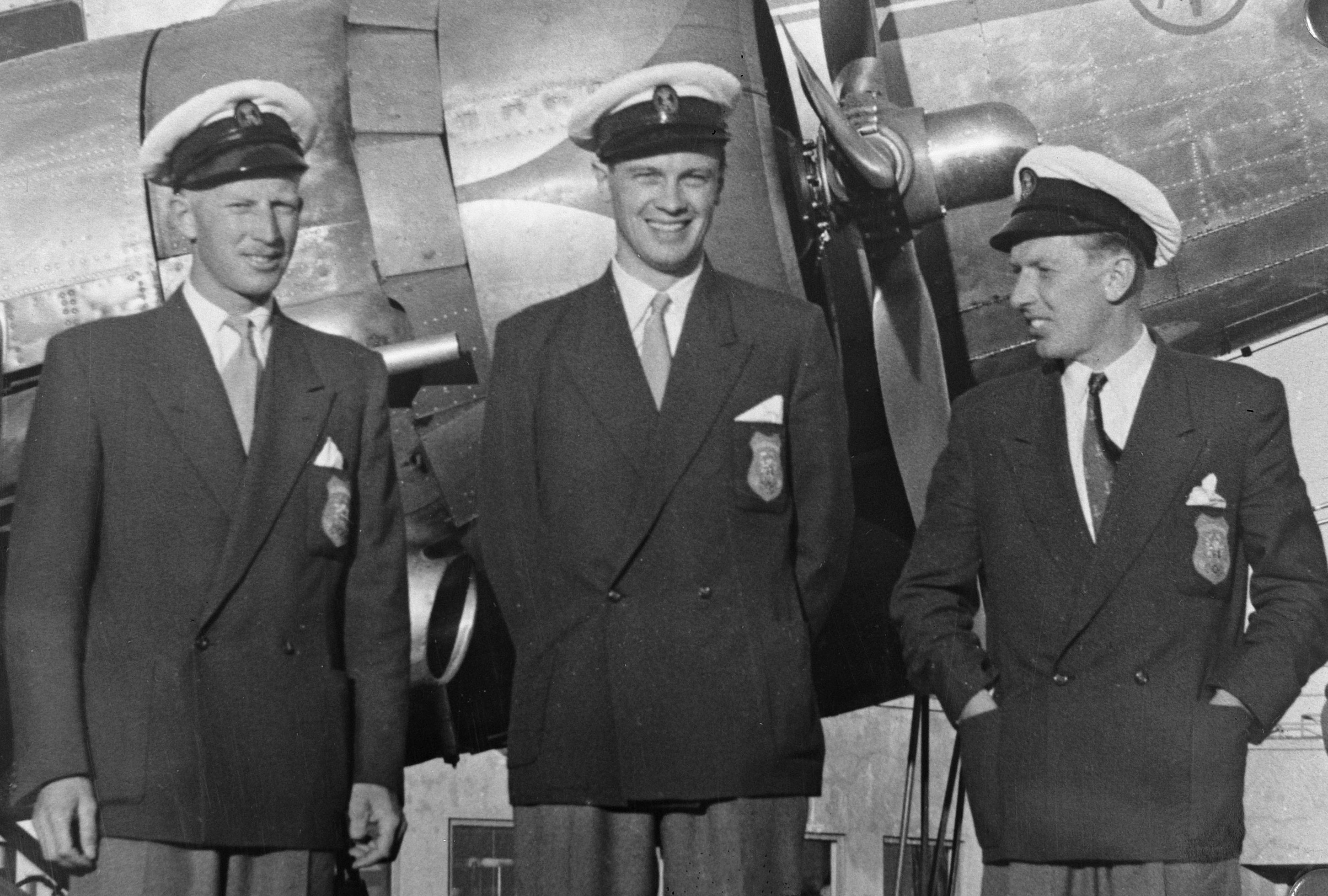
Olympische zeilers Biem Dudok van Heel, Wim van Duyl en Michiel Dudok van Heel in 1952
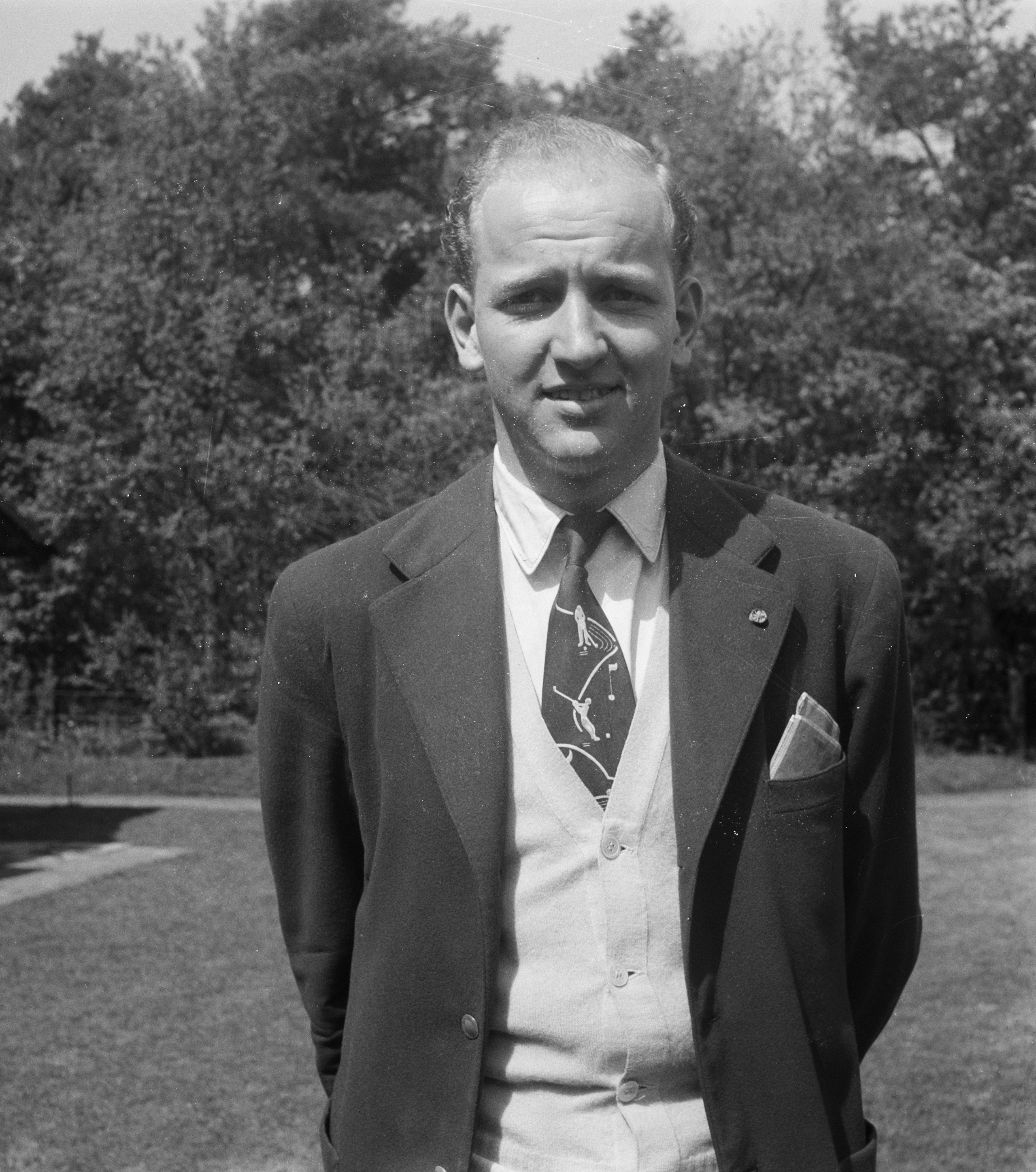
Golfer Joan Dudok van Heel (1915-2003) in 1952
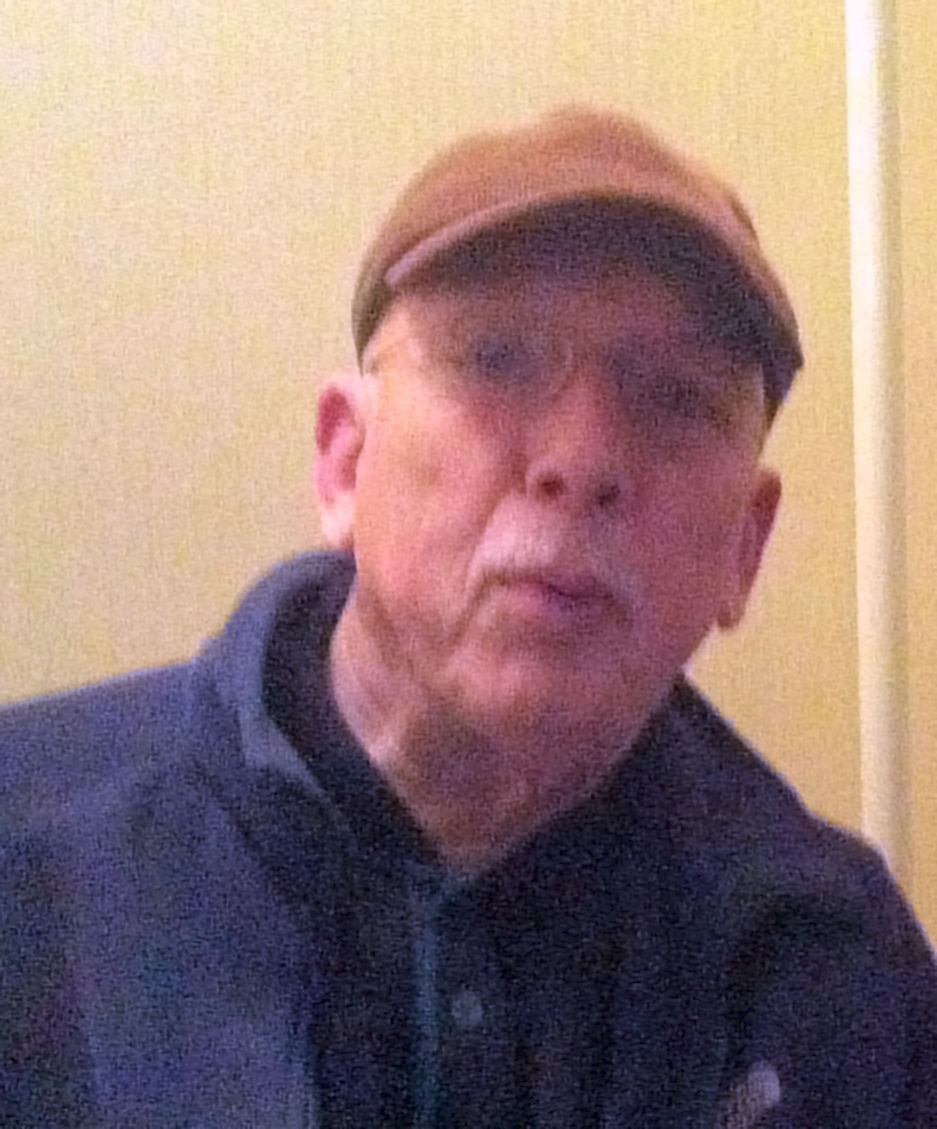
Historicus Bas Dudok van Heel (1938-2025)

## Familiewapen
Het wapen Van Heel: In goud een rood wiel met zeven spaken, het schild gedekt door een kroon met negen parels. Oudere generaties van de familie Van Heel voerden een molenijzer in het wapen. De versie met het wiel is overgenomen in de 18e eeuw van een tweede geslacht Van Heel (uitgestorven in 1739) dat in vrouwelijke lijn uit de familie Van Heel stamt.
Het wapen Dudok van Heel is gedeeld: 1 het wapen Van Heel; 2 in zilver drie opspringende zwarte hazewindhonden, gehalsband van goud (Dudok). Als helmteken een vlucht van goud en rood.
Het wapen Gousset van Heel is gedeeld: 1 het wapen Van Heel; 2 in groen een klimmende goudgekroonde zilveren leeuw (Gousset). Als helmteken de leeuw van
het schild uitkomend.
Geslachten die opgenomen zijn in het sinds 1910 verschijnende genealogische naslagwerk Nederland's Patriciaat. Lijst volgens opgave van het CBG Centrum voor familiegeschiedenis.
A · B · C · D · E · F · G · H · I · J · K · L · M · N · O · P · Q · R · S · T · U · V · W · Y · Z